# NGC 6027A
NGC 6027A is een spiraalvormig sterrenstelsel in het sterrenbeeld Slang. Het maakt deel uit van het Sextet van Seyfert.

## Synoniemen
- UGC 10116
- 7ZW 631
- MCG 4-38-6
- VV 115
- ZWG 137.10
- HCG 79A
- KUG 1556+208
- PGC 56576